# Kunguszu pekcsei király
Kunguszu (Geungusu) (? – 384) az ókori Pekcse (Baekje) állam tizennegyedik királya volt.

## Élete
Kuncshogo (Geunchogo) király fiaként született. Már koronahercegként kitűnt, több csatát is vezetett apja mellett, többek között 369-ben, amikor Kogurjo (Goguryeo) megtámadta az országot, illetve 371-ben, amikor 30 000 katonával megtámadták Phjongjang (Pyeongyang)ot. Utóbbi csatában Kunguszu (Geungusu) nyila végzett az ellenséges királlyal. Kogurjóval (Goguryeóval) továbbra is ellenséges maradt az ország viszonya, többször is csatáztak Kunguszu (Geungusu) uralkodása alatt. Kogurjo (Goguryeo) Sillához fordult segítségért, Pekcse (Baekje) pedig tovább erősítette viszonyát a japánokkal és a kínaiakkal. Felesége szintén a Csin (眞, Jin) klánból származott, akárcsak az édesanyja; a főminiszter, Csin Godo (진고도, Jin Godo) lányát, Ait (아이) adták hozzá.
Kilenc évnyi uralkodás után hunyt el, a trónt elsőszülött fia örökölte.

## A filmművészetben
A 2010-es Kuncshogo vang (Geunchogo wang) (angol címén The King of Legend) című sorozatban Pak Konil (Park Geon-il) alakította. 